# Fascination Records
Fascination Records - marka wytwórni płytowej Polydor powołana do życia wiosną 2006 roku z siedzibą w Wielkiej Brytanii.